# Dörte von Drigalski
Dörte von Drigalski (* 1942 in Halle/Saale) ist eine deutsche Ärztin, Psychotherapeutin und Kinderärztin. Sie praktiziert in Hamburg und Marburg.

## Familie
Drigalski ist die Tochter des Internisten Wolfgang von Drigalski und Enkelin des Bakteriologen Wilhelm von Drigalski und der Schriftstellerin Liesbet Dill.
Sie ist Mutter eines Sohnes.

## Wirken
Drigalski wuchs in Marburg auf und erwarb dort 1961 das Abitur am Gymnasium Philippinum.
Sie wurde an der Philipps-Universität Marburg 1968 zum Dr. med. promoviert über „Hodentumoren: Bestrahlungsmethoden, Ergebnisse und Nebenwirkungen“.
Im Rahmen ihrer psychotherapeutischen Facharztausbildung unterzog sie sich von 1970 bis 1975 einer Lehranalyse im Rahmen der Deutschen Psychoanalytischen Vereinigung. Ihre Erfahrungen beschrieb sie kritisch in ihrem Buch „Blumen auf Granit. Eine Irr- und Lehrfahrt durch die deutsche Psychoanalyse“, das im Jahre 1979 zunächst bei Ullstein erschien. 2003 und 2019 erfolgten aktualisierte Neuauflagen im Antipsychiatrieverlag. Außerdem wurde das Werk 1986 als englische Übersetzung mit dem Titel „Flowers on Granite. One Woman’s Odyssey Through Psychoanalysis“ veröffentlicht. Tilmann Moser wertet das Buch als „Meilenstein in der Erhellung vieler Probleme während des therapeutischen Prozesses“. In einer Besprechung für den Sammelband „Einhundert Meisterwerke der Psychotherapie“ bezeichnet Bernd Rieken das Buch als Zeitdokument derer, die in der frühen Kindheit durch den „Bombenterror“ des Zweiten Weltkrieges grundlegend beeinträchtigt worden seien, und als Dokument einer kritischen Generation, die überkommene Strukturen nicht mehr fraglos anerkennen. Gaby Sohl von der Tageszeitung (taz) lobt in ihrem Geleitwort zur Neuausgabe des Buches, es sei eine wertvolle Orientierungshilfe für Therapiesuchende, Geschädigte, Ärzte und Therapeuten, und bis heute gebe es kein vergleichbar tiefgehendes und persönliches Werk der Grundsatzkritik an der renommiertesten Therapiemethode unserer Zeit.
Im weiteren Verlauf beschäftigte sich von Drigalski publizistisch mit Therapieschäden und den Risiken und Nebenwirkungen von Psychotherapie.
Drigalski unterstützt öffentlich die Organisation „Ärzte für Aufklärung“, die in Folge der Covid-19-Pandemie gegründet wurde, die Pandemie als Inszenierung sieht und die zur Eindämmung der Pandemie getroffenen Maßnahmen als „unverhältnismäßig und ungerechtfertigt“ kritisiert.

## Veröffentlichungen (Auswahl)
- Drigalski, D. v.: Hodentumoren: Bestrahlungsmethoden, Ergebnisse und Nebenwirkungen. (Dissertation, Universität Marburg, 1968).
- Drigalski, D. v.: Blumen auf Granit. Eine Irr- und Lehrfahrt durch die deutsche Psychoanalyse. Antipsychiatrieverlag, Berlin. Neuausgabe 2019, ISBN 978-3-925931-64-2.
- Drigalski, D. v.: Flowers on Granite. One Woman’s Odyssey Through Psychoanalysis. Creative Arts Book, Berkeley, CA, 1986, ISBN 978-3-608-42878-0.
- Drigalski, D. v.: Das China-Syndrom der Psychotherapie. In: Michael Märtens & Hilarion Petzold (Hrsg.): „Therapieschäden. Risiken und Nebenwirkungen von Psychotherapie“. Matthias-Grünewald-Verlag, Mainz 2002, ISBN 978-3-7867-2307-3.
- Drigalski, D. v., Grebe, H., Drigalski, K. v.: Das geheime Curriculum. Gegenfestschrift anlässlich des 475-jährigen Jubiläums des Gymnasium Philippinum in Marburg. Edition Whistleblower, Marburg, 2002